# Économie de la Haute-Saône
 (janvier 2023).
Si vous disposez d'ouvrages ou d'articles de référence ou si vous connaissez des sites web de qualité traitant du thème abordé ici, merci de compléter l'article en donnant les références utiles à sa vérifiabilité et en les liant à la section « Notes et références ».

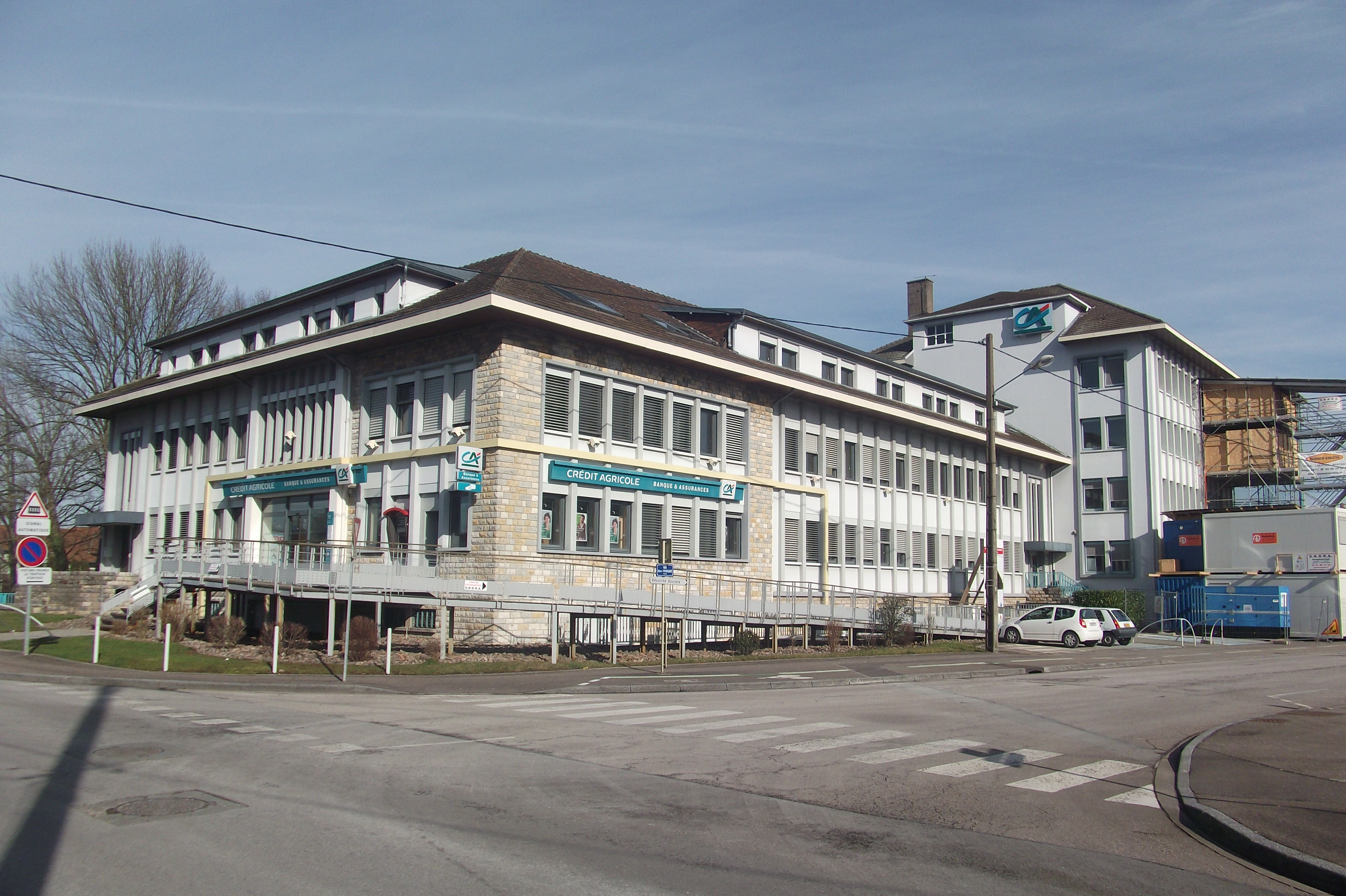
Le siège du Crédit Agricole de Haute-Saône à Vesoul.

L'économie de la Haute-Saône est dominée par le secteur industriel (secteur secondaire) qui continue à occuper un poids important puisqu'il représente à lui seul 40 % des actifs. Le département possède un tissu industriel à la fois riche et très diversifié à travers ses principales unités de production et ses différents secteurs industriels. L'activité est également très orientée vers l'agriculture et l'exploitation forestière.
La Franche-Comté, dont fait partie la Haute-Saône, est la 1re région industrialisée de France.[réf. nécessaire]

## Histoire
Dès le XVIIIe siècle, ses activités dans le domaine de la sidérurgie, de la métallurgie, du textile et de l'activité minière (nombreuse mines de sel gemme, de fer, mines de charbon à Ronchamp et plus au sud) en faisaient l’un des départements les plus industrialisés de France.

## Données sur les entreprises (2003)
- Plus de 7 000 entreprises tout type d’activités,
- 1 500 établissements de plus de 3 salariés,
- 610 de plus de 10 salariés,
- 300 sociétés industrielles,
- 2 670 entreprises de commerces,
- 1 725 entreprises de services,

## Répartition des entreprises industrielles sur la Haute-Saône par tranche d’effectif salariés  (2003)
- 1 à 9 salariés : 52,
- 10 à 49 salariés : 152,
- 50 à 99 salariés : 45,
- 100 et plus : 41.

Total entreprises industrielles : 290. 
Trois entreprises ont un effectif de plus de 500 salariés PSA Peugeot Citroën à Vesoul plus de 3 800 (+ de 5 000 avec les intérimaires), Parisot Meubles à Saint-Loup sur Semouse : 838, 
Faurecia à Magny-Vernois : 560. 
Répartition par secteur d'activité (tout type d’entreprise)
- Industrie (agricole, alimentaire, biens de consommation, automobile, biens d’équipements, Énergie…) 1232 : 15 %, Construction 1294 : 16 %, Commerce 2402 : 29 %, Services (Transports, éducation…) 3298 : 40 %, Total : 8226. 
Source Insee- Tableaux Économiques de Franche Comté 2003

## Les 10 premières entreprises du département[1]
1. Euroserum à Port sur Saone (370 M€) :  Lactosérum déminéralisé pour la nutrition infantile, de poudres de lactosérum
2. Vetoquinol à Magny Vernois (238 M€) :  Production et la commercialisation de médicaments et de produits diététiques pour animaux : chiens, chats, bovins, porcins destinées pour les éleveurs...
3. Interval et Interval Grains à Arc sur Gray (238 M€) : Collecte, distribution, valorisation des productions agricole et commerce de céréales, d'aliments pour le bétail, d'insecticides, et d'engrais.
4. Fuji Seal à Fougerolles (120 M€) : Négoce et la distribution d'emballages souples.
5. Parisot à Saint Loup sur Semeuse à Arc sur Gray (110 M€) : Production de meubles en kit en panneaux de particules.
6. Simu à Arc sur Gray (90 M€) : Moteurs, systèmes de commandes et accessoires pour les volets roulants, stores, portes de garages, fermetures de magasins et bâtiments industriels.
7. André Bazin à Breuches  (88 M€) : Charcuterie, jambons, salaisons, Lardons, lamelles de jambons.
8. Compagnie Française du Panneau à Saint Loup sur Semeuse (80 M€) :  Fabrication et le revêtement de panneaux de particules.
9. CF2P - Ikea Industry à Lure (67 M€) : Fabrication de meubles en bois, cuisines, rangement, dressing, tables.
10. KH SK à Marnay (66 M€) : Volets roulants en aluminium, stores, portes et fenêtres en métal, toits plats, verrières modulaires et accessoires.

## Tourisme
En 2004, l'activité touristique dans le département représentait environ 85 millions d’euros de dépense touristique.

## Liens
- Les données clés de l'Économie haut-saônoise